# Hunger (Dokumentarfilm)
Hunger ist ein deutscher Dokumentarfilm von Karin Steinberger und Marcus Vetter aus dem Jahr 2009.

## Handlung
Die Filmemacher Karin Steinberger und Marcus Vetter versuchten in fünf Ländern zu erforschen, was die Bekämpfung des Hungers in der Welt so schwierig macht, obwohl insgesamt mehr Lebensmittel produziert als benötigt werden.

## Produktion und Veröffentlichung
Der Film wurde von Eikon produziert und hatte im November 2009 auf dem Internationalen Dokumentarfilmfest Amsterdam Weltpremiere. Die Erstausstrahlung im Deutschen Fernsehen war am 25. Oktober 2010.

## Kritiken
Der Filmdienst lobt den „engagierten“ Dokumentarfilm, der durch seine Reise durch mehrere Kontinente „eindrucksvoll viele Facetten des Problems“ zeigt, „die er miteinander in Verbindung setzt“ und „den Finger auf Wunden legt“, wobei er „einige erschreckende Mechanismen offenbart“, ohne auf „Hunger-Bilder“ zu setzen, „sondern um Zusammenhänge zwischen Armut und (europäischem) Wohlstand“ aufzuzeigen.
Die Jury des Robert-Geisendörfer-Preises hält die Dokumentation, „die Zusammenhänge eindrücklich beschreiben und Strukturen klar benennen kann“, für gelungen.

## Auszeichnungen und Nominierungen
- 2011: Robert-Geisendörfer-Preis – Kultur
- 2011: Nominierung Deutscher Fernsehpreis – Beste Dokumentation[5]